# Rialto (film)
Rialto è un film del 2019 diretto da Peter Mackie Burns.
La pellicola è l'adattamento del dramma Trade di Mark O'Halloran, autore della sceneggiatura.

## Trama
Colm è un quarantaseienne sposato che ha trascorso gran parte della sua vita lavorando come portuale a Dublino. Mentre la sua vita va a rotoli in seguito al licenziamento e alla morte del padre, Colm decide di esplorare la propria sessualità con un gigolò diciannovenne di nome Jay.

## Distribuzione
Il film ha esordito il 2 settembre 2019 in occasione della 76ª Mostra internazionale d'arte cinematografica di Venezia, nella sezione Orizzonti. Rialto è stato distribuito nelle sale irlandesi a partire dal 2 ottobre 2020.

## Accoglienza
Il film è stato accolto positivamente dalla critica. L'aggregatore di recensioni Rotten Tomatoes riporta il 100% di recensioni positive, con un punteggio di 7,1 su 10 basato sul parere di ventidue critici.

## Riconoscimenti
- Mostra internazionale d'arte cinematografica
  - 2019 - Candidatura al Queer Lion